# Уголіно Лоренцетті
Уголі́но Лоренце́тті (італ. Ugolino Lorenzetti; працював 1340—1360) — італійський живописець.

## Біографія

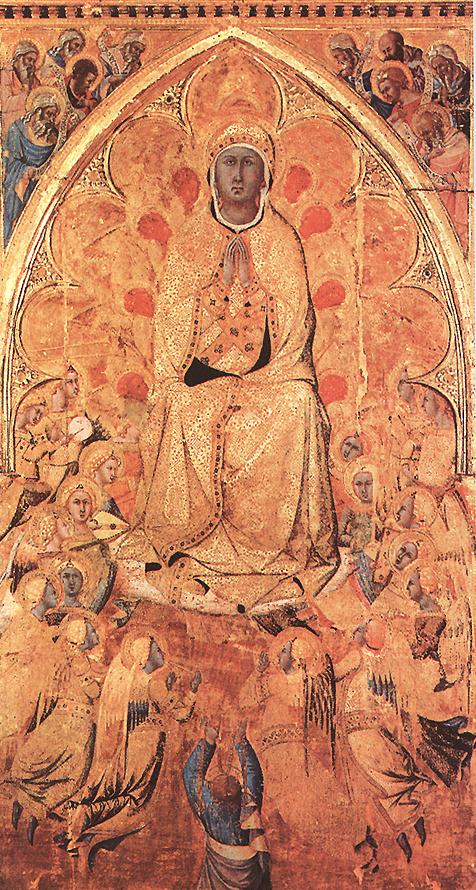
«Вознесіння Діви Марії», 1340-ві, Національна пінакотека, Сієна

Уголіно Лоренцетті — ім'я умовне. Так називають невідомого художника сієнської школи, творча манера якого являє собою щось середнє між стилями Уголіно да Сієна і братів Амброджо і П'єтро Лоренцетті. Іноді його також називають Майстром Мадонни д'Овіле і Майстром Різдва Христового. Деякі дослідники ідентифікують цього майстра з живописцем Бартоломео Бульгаріні, що працював у Сієні в період 1347 і 1378 роками.
Уголіно Лоренцетті жив і працював у Сієні. Його вівтарні образи несуть в собі риси впливу візантійського живопису і відрізняються статичною урочистістю образів і яскравою декоративністю, яку значною мірою посилює золотий фон.